# فيرونيكا روسي
فيرونيكا روسي (بالإنجليزية: Veronica Rossi)‏ (16 يونيو 1973، ريو دي جانيرو في البرازيل)؛ كاتِبة مُتخصِّصة في أدب الأطفال وروائية أمريكية.